# Macroetra damara
Macroetra damara är en tvåvingeart som beskrevs av Jason Gilbert Hayden Londt 1994. Macroetra damara ingår i släktet Macroetra och familjen rovflugor.
Artens utbredningsområde är Namibia. Inga underarter finns listade i Catalogue of Life.